# 毕宿增九
金牛座48，又名BD+15 603，HD 26911、SAO 93836、HR 1319，是金牛座的一颗恒星，视星等为6.32，位于銀經178.59，銀緯-24.7，其B1900.0坐标为赤經4h 10m 5.5s，赤緯+15° -24.7′ 2″。